# Nový Hradec Králové

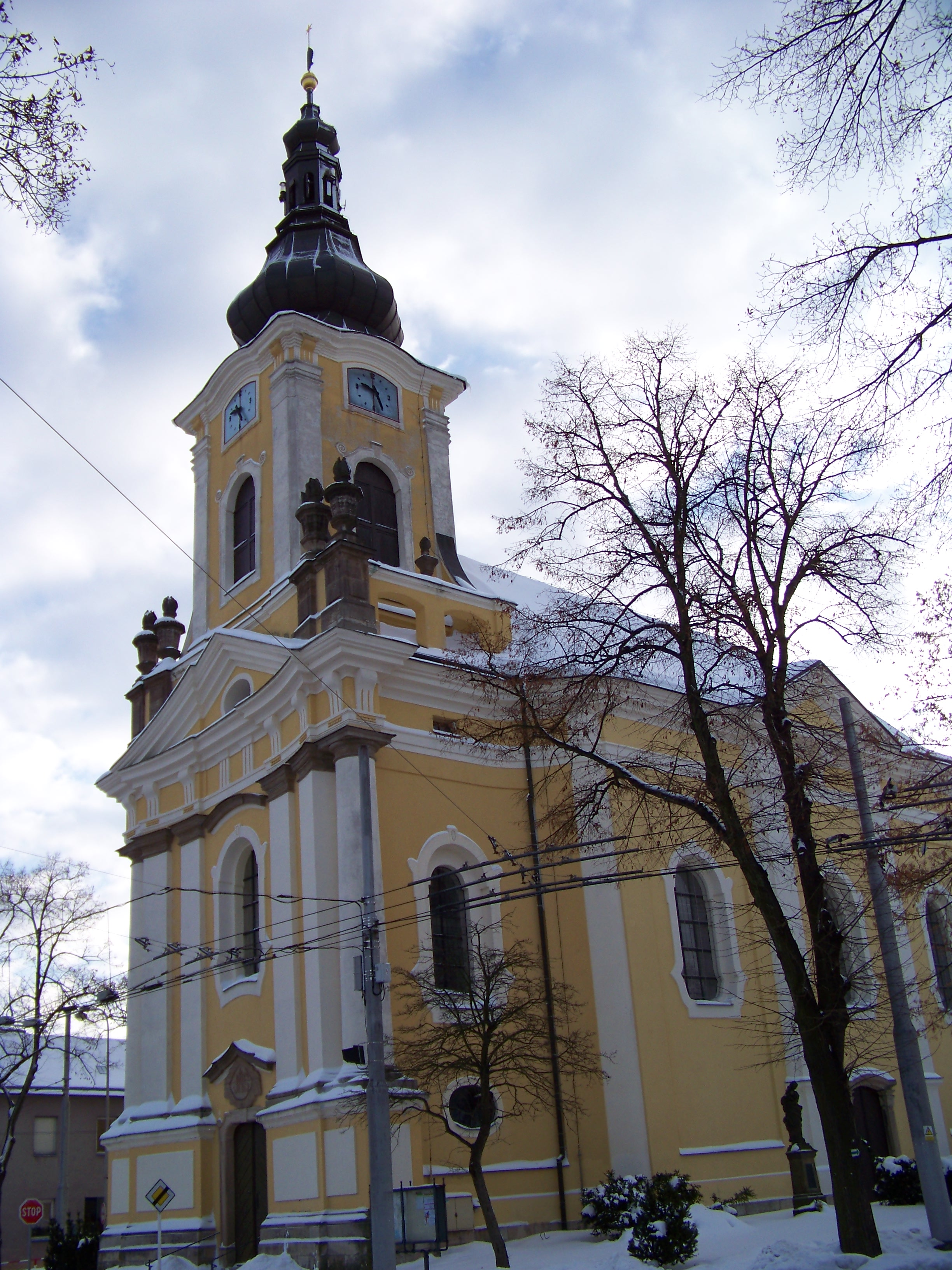
Kirche des hl. Antonius des Großen

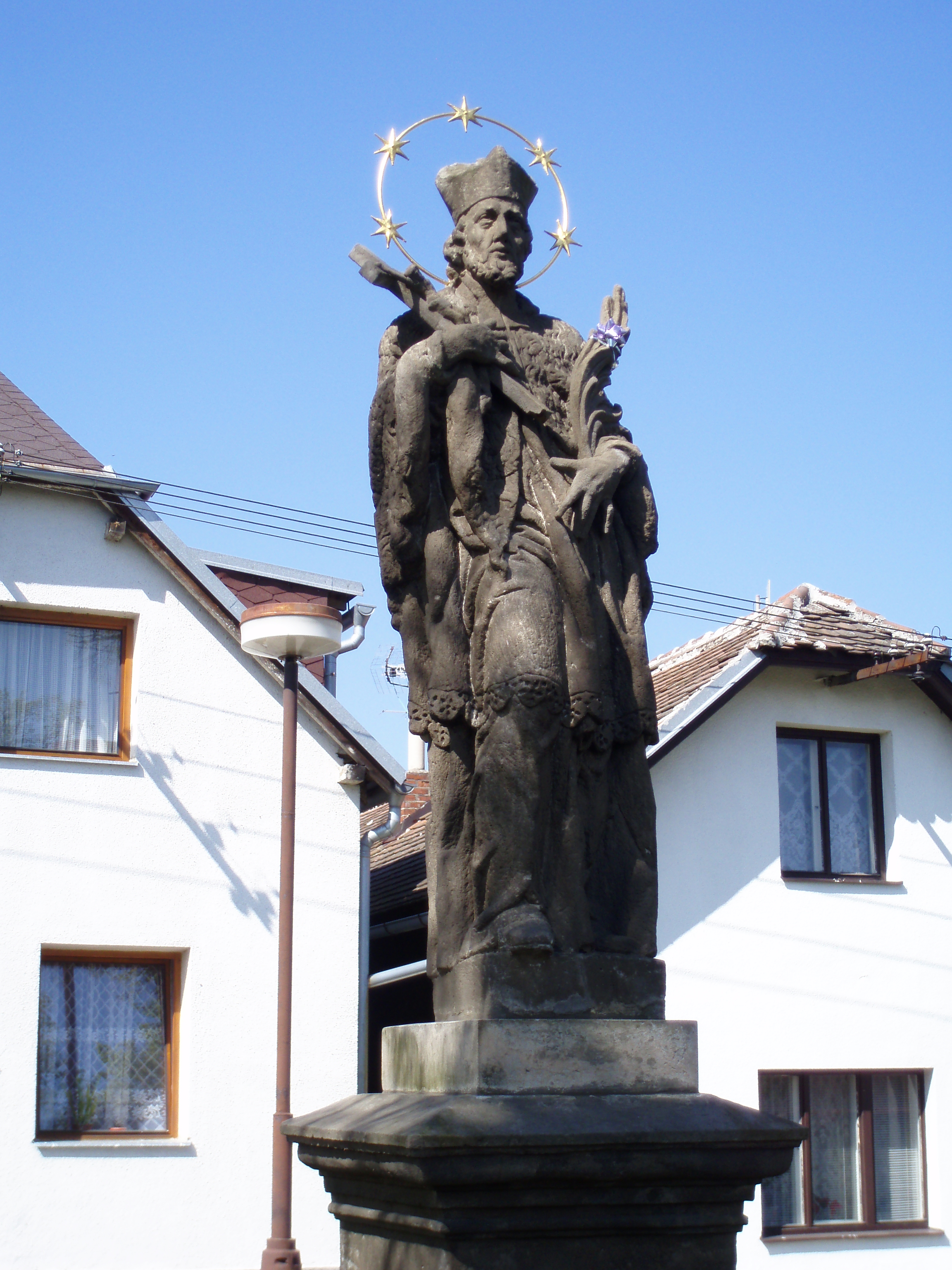
Statue des hl. Johannes von Nepomuk

Nový Hradec Králové (deutsch Neu Königgrätz) ist der nach Fläche und Einwohnerzahl größte Ortsteil der Stadt Hradec Králové (Königgrätz) in Tschechien. Er erstreckt sich südöstlich des Stadtzentrums von Hradec Králové und gehört zum Okres Hradec Králové. Der Kernort liegt vier Kilometer südlich der Innenstadt. Der östliche Teil der Fluren umfasst den Königgrätzer und den Smiřicer Forst.

## Geographie
Nový Hradec Králové befindet sich linkselbisch zwischen den Bächen Biřička und Třebešský potok am Nordwestabfall der Třebechovická tabule (Hohenbrucker Tafel). Südlich erheben sich die Dubinka (283 m n.m.) und der Milířský kopec (Lhota, 285 m n.m.), westlich der Kopec sv. Jana (Johannesberg, 273 m n.m.). Gegen Osten erstreckt sich der Königgrätzer Forst, südlich der Wysoker Forst. Am südlichen Ortsrand liegen im Tal der Biřička die Teiche Biřička und Cikán, südwestlich der Datlík. Östlich von Nový Hradec Králové verläuft die Silnice I/35 zwischen Hradec Králové und Holice.
Nachbarorte sind Malšovice im Norden, Malšova Lhota, Svinary und Běleč nad Orlicí im Nordosten, Štěnkov und Petrovičky im Osten, Bělečko, Hoděšovice, Býšť und Hrachoviště  im Südosten, Borek im Süden, Vysoká nad Labem und Roudnička im Südwesten, Kopec Sv. Jana und Kluky im Westen sowie Moravské Předměstí und Lhota pod Strání im Nordwesten.

## Geschichte
Die Anlegung der Königgrätzer Vorstadt Neu-Königgrätz begann 1766 mit dem Bau der Festung Königgrätz, für den die alten Vorstädte abgebrochen wurden. Die ersten Siedler der östlich des Johannesberges an der Hohenmauther Straße gegründeten Siedlung waren die Bewohner der beim Festungsbau zuerst abgebrochenen Mauthner Vorstadt. Später wurden auch die Bewohner der Schlesischen Vorstadt umgesiedelt. Am 17. Oktober 1769 wurde der Grundstein für die neue Kirche des hl. Antonius des Großen gelegt, die alte Kirche in der Schlesischen Vorstadt fiel dem Festungsbau zum Opfer. Die Kirche wurde unter das Patronat des Königgrätzer Magistrats gestellt und anfänglich mit einem Lokalkaplan versehen. 1774 war der Bau der mit regelmäßigen Grundriss angelegten neuen Vorstadt abgeschlossen. 1785 bestand Neu-Königgrätz einschließlich der wenigen Häuser im Weinberg (Johannisberg) bei der Kirche Johannes des Täufers aus 184 Häusern.
Im Jahre 1836 bestand die im Königgrätzer Kreis gelegene Vorstadt Neu-Königgrätz bzw. Nowy Hradec aus 205 Häusern, in denen 1598 Personen lebten. Unter dem Patronat des Königgrätzer Magistrats standen die Lokalkirche des hl. Antonius Eremit und die Schule; außerdem gab es im Ort vier Wirtshäuser und ein Jägerhaus. Neu-Königgrätz war Pfarrort für die Dörfer Lhota podstranj, Kluk, Střebesch, Johannisberg, Raudnička und Wysoka, wobei die alte Kirche des hl. Johannes des Täufers auf dem Johannesberg als Filialkirche zugeordnet war. Bis zur Mitte des 19. Jahrhunderts blieb Neu-Königgrätz der k.k. Kreis- und Leibgedingestadt Königgrätz untertänig.
Nach der Aufhebung der Patrimonialherrschaften bildete Nový Hradec Králové ab 1849 eine Gemeinde im Gerichtsbezirk Königgrätz. Ab 1868 gehörte die Gemeinde zum Bezirk Königgrätz. Im Jahr darauf wurde Nový Hradec Králové zur Minderstadt erhoben. Am 1. April 1942 erfolgte die Eingemeindung nach Hradec Králové.
In der zweiten Hälfte des 20. Jahrhunderts entstand die Plattenbausiedlung Moravské Předměstí (Mährische Vorstadt), die zum größten Teil auf dem Gebiet von Nový Hradec Králové liegt. Am 3. März 1991 hatte der Ort 22360 Einwohner; beim Zensus von 2001 lebten in den 1679 Wohnhäusern von Nový Hradec Králové 24331 Personen.
Im Ortsteil befinden sich u. a. der Komplex des Krankenhauses Hradec Králové, der Waldfriedhof Hradec Králové, das katholische Pfarramt Hradec Králové und der Klavierhersteller Petrof.

## Ortsgliederung
Der Ortsteil Nový Hradec Králové besteht aus den Grundsiedlungseinheiten Kluky (Kluk), Malšovice-jih (Malschowitz-Süd), Malšovice-u kolejí, Moravské Předměstí I, Moravské Předměstí II, Moravské Předměstí III, Moravské Předměstí IV, Moravské Předměstí VI, Moravské Předměstí VII, Na Brně, Na Plachtě, Nemocnice, Novohradecké lesy, Nový Hradec Králové und Plachta.
Er umfasst die Katastralbezirke Kluky und Nový Hradec Králové sowie Teile des Katastralbezirkes Třebeš.

## Sehenswürdigkeiten
- Barocke Pfarrkirche des hl. Antonius des Großen, erbaut 1769–1774 nach Plänen des Königgrätzer Stadtbaumeisters Franz Kermer
- Sternwarte Hradec Králové
- Museum Petrof
- Kapelle am Kaiserbrunnen
- Barocke Statue des hl. Johannes von Nepomuk
- Teiche Datlík, Cikán und Biřička, letzterer dient auch als Badegewässer

## Söhne und Töchter des Ortes
- Václav Michal Pešina (1782–1859), Domherr am Veitsdom
- Antonín Petrof (1839–1915), Klavierbauer und Gründer des Unternehmens Petrof
- Augustin Eugen Mužík (1859–1925), Dichter, Übersetzer und Dramatiker
- František Smotlacha (1884–1956), Mykologe
- Emil Hršel (1901–1972), Kommunist und Widerstandskämpfer